# Vivid (AILIのアルバム)
『Vivid』（ビビッド）は、2011年8月17日に発売されたAILIの2枚目のオリジナルアルバム。発売元はrhythm zone。

## 解説
作詞/作曲/編曲/バックコーラス、歌唱まですべてをこなす女性プロデューサーAILI自身の歌唱曲を中心に話題性抜群のコラボやサンプリング満載の豪華ショート・アルバム。

## 収録曲
1. Miss You / AILI × DJ KAORI ft. ICONIQ
作詞・作曲：AILI
-日本テレビ系「ハッピーMusic」8月POWER PLAY-
2. feel the love / AILI ft. WISE
作詞・作曲：AILI,WISE
※レコチョククラブうた・クラブフル週間1位獲得
3. This L.U.V. / AILI ft. Warren G
作詞・作曲：AILI & Warren G
-テレビ東京系「流派-R」6月度リコメンド曲-
4. Run away
作詞・作曲：AILI
5. Interlude -7days-
作曲：AILI
-リアリティー・ドラマ「MTV SHIBUHARA GIRLS」メインテーマ-
6. Fantastic
作詞・作曲：AILI
7. 言葉より大切なもの
作詞　作曲：AILI
8. been so long 〜m-flo TRIBUTE〜
作詞・作曲：LISA・VERBAL & ☆Taku
9. Outroduction -moon light-
作曲：AILI
10. This L.U.V. -English ver.- / AILI ft. Warren G(Bonus track)
作詞・作曲：AILI & Warren G
11. Memories Again / AILI ft. VERBAL (m-flo)(Bonus track)
作詞：AILI, VERBAL　作曲：AILI
-レコチョクTVCMソング-
※EXILE/「Lovers Again」サンプリング曲
※レコチョク着うた総合チャート4日連続1位獲得

DVD付も発売されており、DVDには以下の楽曲のミュージックビデオが収録されている。
1. Miss You / AILI × DJ KAORI ft. ICONIQ -Music Video-
2. feel the love / AILI ft. WISE -Music Video-
3. This L.U.V. / AILI ft. Warren G -Music Video-
4. This L.U.V. -English ver.- / AILI ft. Warren G -Music Video-(Bonus track)